# Monellia caryella
Monellia caryella är en insektsart som först beskrevs av Fitch 1855.  Monellia caryella ingår i släktet Monellia och familjen långrörsbladlöss. Inga underarter finns listade i Catalogue of Life.